# Malcolm II
Pour les articles homonymes, voir Malcolm.
Malcolm II ou Máel Coluim mac Cináeda (gaélique écossais : Maol Chaluim mac Choinnich, connu sous la forme anglicisée de son nom Malcolm II mac Kenneth ; mort le 25 novembre 1034), est  roi des Scots de 1005 jusqu'à sa mort. Il est le fils de Cináed mac Maíl Coluim; la Prophétie de Berchán précise que sa mère était une femme originaire du Leinster et l'évoque comme Máel Coluim « Forranach » i.e: le destructeur.
Lorsque les Chroniques d'Irlande relèvent sa mort, il est mentionné comme Máel Coluim  « ard rí Alban » (i.e: Haut roi d'Écosse). À la même époque, Brian Bóruma, « Ard rí Érenn » (i.e: Haut roi d'Irlande) n'était pas le seul roi en Irlande, Máel Coluim ne fut donc que l'un des multiples rois exerçant leur autorité dans les limites géographique de l'Écosse moderne: les autres souverains contemporains étaient le roi de Strathclyde, qui régnait dans la plus grande partie du sud-ouest, plusieurs rois Norvégiens-Gaëls sur la côte ouest et dans les Hébrides et plus près, son plus dangereux rival, le « rí » ou Mormaer de Moray.
Au sud, près du royaume d'Angleterre, les comtes de Bernicie et Northumbrie, dont les prédécesseurs comme rois de Northumbrie avaient régné sur la partie sud de l'Écosse, contrôlaient encore une large part du sud-est.

## Premières années
Malcolm II est le fils de Kenneth II d'Écosse (Cináed mac Máel Coluim). Il est le petit-fils de Malcolm Ier (Máel Coluim mac Domnaill). En 997, le meurtrier de Constantin III d'Écosse (Causantín mac Cuilén)  est nommé  « Cináed mac Maíl Coluim ». Dans la mesure où il n'y a pas d'autre Cináed vivant à cette époque (Cináed mac Maíl Coluim  est mort en  995), il s'agit certainement d'une erreur. Le meurtrier doit être Kenneth III (Cináed mac Duib), qui succède à Causantín, ou peut-être Máel Coluim lui-même, fils de Cináed II.
En tout état de cause, que Máel Coluim tue Causantín ou non, il n'y a pas de doute qu'il tue en 1005 le successeur de Causantín, Cináed III et son fils et associé Giric lors de la bataille de Monzievaird au Strathearn.
Jean de Fordun indique ensuite que  Máel Coluim défait l'armée des Norvégiens « dans les tout premiers jours après son couronnement », mais il ne précise rien d'autre. Fordun précise cependant que l’évêché de Mortlach (plus tard transféré à Aberdeen) aurait été  fondé en remerciement pour cette victoire sur les Norvégiens.

## La Bernicie
Le premier événement documenté du règne de Máel Coluim est une invasion de la  Bernicie en 1006, peut-être la coutumière crech ríg (littéralement : la proie royale, un raid fait par le nouveau roi  afin de démontrer ses capacités  guerrières), qui impliquait le siège de Durham. Máel Coluim  subit une lourde défaite devant les  Northumbriens conduits par Uchtred le Hardi, plus tard  comte de Northumbrie, qui est relevée par les Annales d'Ulster.
Une seconde expédition en Bernicie, probablement en 1018, est couronnée de plus de succès. La bataille de Carham, près de la Tweed, est une victoire des Scots conduits par Máel Coluim et des Hommes de  Strathclyde sous la direction de leur roi Owen le Chauve.
À cette époque, Uchtred devait être mort et Éric Håkonsson, nommé comte de Northumbrie par son beau-frère Knut le Grand, devait avoir une autorité limitée au sud de la région de l'ancien royaume de Deira, et il n'entreprend aucune action contre les Scots à notre connaissance.
L'œuvre De obsessione Dunelmi (Le siège de Durham, attribuée à Symeon de Durham) indique que le frère d'Uchtred, Eadwulf Cudel, abandonne le Lothian à Máel Coluim, sans doute à la suite de la défaite à Carham. Il est toutefois évident que la région entre Dunbar et la Tweed, c'est-à-dire le Lothian, était déjà sous le contrôle des Scots avant cette époque. Il a été avancé que Knut II de Danemark aurait reçu en 1031 un tribut des Scots pour le Lothian, mais dans la mesure où il n'en recevait pas des comtes de Bernicie, ce n'est guère probable.

## Relations avec Knut le Grand
La Chronique anglo-saxonne note que Knut conduit une armée en Écosse au retour de son pèlerinage à Rome. La Chronique date l’événement de 1031, mais il y a des raisons de supposer que la date réelle soit 1027. Le chroniqueur contemporain Raoul Glaber  qui évoque l'expédition peu après et décrit Máel Coluim comme « un prince puissant et guerrier, et ce qui valait bien mieux encore, un excellent chrétien par sa foi comme par ses œuvres ». Raoul conclut que la paix a été établie entre Máel Coluim et Knut grâce à l'intervention de Richard, duc de Normandie, le frère d'Emma l'épouse de Knut. Richard meurt vers 1027 et Raoul compose sa chronique à l'époque des événements.
Il a été suggéré que la querelle entre Knut et Máel Coluim trouvait son origine dans la cérémonie du couronnement de l'empereur romain germanique Conrad II, où Knut et Rodolphe III, roi de Bourgogne avaient les places d'honneur. Si Máel Coluim était présent lui aussi à cette cérémonie, et les mentions répétées de sa piété dans les annales rendent tout à fait plausible qu'il ait fait un pèlerinage à Rome, comme après lui Mac Bethad mac Findláich, sa simple présence constituait un camouflet public envers les prétentions de suprématie de Knut à son égard.
Knut obtient du roi des Scots moins que ses prédécesseurs les rois anglais, une promesse de paix et d'amitié au lieu d'une promesse d'aide sur terre et sur mer comme Edgar et d'autres l'avaient déjà obtenue. Les sources indiquent que Máel Coluim était accompagné par deux autres rois, certainement Mac Bethad, et peut-être Echmarcach mac Ragnaill, roi de l'Île de Man des Hébrides et d'une partie du Galloway.
La Chronique anglo-saxonne souligne la soumission de Máel Coluim et ajoute « mais il [Máel Coluim] l'accepte seulement pour un court temps ». Knut était par ailleurs occupé en Norvège contre Olaf Haraldsson et il semble qu'il n'eut pas l'intention d'intervenir de nouveau en Écosse.

## Les Orcades et le Moray
La Orkneyinga saga précise que le roi Máel Coluim accorda au  Jarl Sigurd II Digri des Orcades une de ses filles en mariage. Thorfinn Sigurdsson devait être âgé d'environ cinq ans quand Sigurd est tué le 23 avril 1014 lors de la  bataille de Clontarf. La Saga des Orcadiens précise que Thorfinn est élevé à la cour de Máel Coluim et qu'il investit à l'âge de 5 ans le futur Jarl Thorfinn II des Orcades et du Caithness.
Thorfinn, selon l'Heimskringla, était un allié du roi des Scots et apportait son appui à Máel Coluim dans sa résistance à la « tyrannie » du roi norvégien Olaf Haraldsson.
La chronologie de la vie de Thorfinn demeure problématique, et il dut recevoir une partie du comté des Orcades encore enfant s'il était seulement âgé de cinq ans en 1014. Quoiqu'en soit la chronologie exacte avant la mort de Máel Coluim, un client du roi des Scots avait le contrôle du Caithness et des Orcades, bien que, comme avec tous ces types de relations, il est peu probable qu'elles aient perduré au-delà de sa mort.
Même si Máel Coluim exerce son contrôle sur le Moray, comme cela est généralement accepté, les Annales relèvent un certain nombre d'événements relatifs à une farouche lutte pour le pouvoir dans le nord. En 1020, le père de Mac Bethad Findláech mac Ruaidrí est tué par les fils de son frère Máel Brigte. Il semble que Máel Coluim mac Máil Brigti avait pris le contrôle du Moray lorsque sa mort est rapportée en 1029.
Contrairement aux récits des annalistes d'Irlandais, les chroniqueurs anglais et scandinaves semblent considérer Mac Bethad comme le légitime roi de Moray: c'est particulièrement clair lors de la rencontre avec Knut en 1027, avant la mort de  Máel Coluim mac Máil Brigti. Máel Coluim a comme successeur comme roi ou mormaer son frère Gille Coemgáin, époux de Gruoch, une petite-fille du Cináed III.
Il a été envisagé que Mac Bethad était à l'origine du meurtre de Gille Coemgáin en 1032, mais si Mac Bethad avait un motif de vengeance personnel à la suite de la mort de son père en 1020, Máel Coluim avait également des raisons de vouloir la mort de Gille Coemgáin. Pas seulement parce que les ancêtres de Gille Coemgáin avaient tué de nombreux membres de la famille de Máel Coluim, mais parce que Gille Coemgáin et son fils Lulach étaient de puissants prétendants au trône. Máel Coluim n'avait pas de fils survivant, et la menace contre ses plans pour assurer sa succession était évidente. Comme conséquence, l'année suivante, le frère ou le neveu de Gruoch, qui aurait pu éventuellement devenir roi, est tué par Máel Coluim.

## Strathclyde et succession
Il est traditionnellement avancé que le roi Owen le Chauve ou  Eógan de Strathclyde meurt lors de la bataille de Carham ou peu après et que son royaume passe entre les mains des Scots à cette époque.
Cette assertion ne repose que sur des éléments faibles. Il est loin d'être certain qu'Eogan/Owen le Chauve soit mort lors de la bataille de Carham, et il est quasi certain qu'il y avait des rois de Strathclyde aussi tardivement qu'en 1054, lorsque Édouard le Confesseur envoie Siward pour installer « Máel Coluim fils du roi des Cumbriens ».
La confusion est ancienne, probablement inspirée par William de Malmesbury et enjolivée par Jean de Fordun, mais il n'y a aucune évidence que le royaume de Strathclyde soit devenu une partie du royaume des Scots, ni un royaume tributaire avant l'époque de l'arrière-petit-fils de Máel Coluim II, Máel Coluim mac Donnchada.
Vers 1030, les fils de Máel Coluim s'il en avait eus étaient morts. La seule mention existante d'une descendance masculine se trouve chez le Chroniqueur Raoul Glaber qui indique que c'est le roi Knut lui-même qui, après avoir vaincu son père, avait tenu le jeune enfant sur les « fonts sacrés du baptême ».
Son petit-fils Thorfinn Sigurdsson ayant peu de chance d'être accepté comme roi des Scots et il choisit le fils de son autre fille Bethóc, qui avait épousé Crínán, abbé laïc de Dunkeld, et peut-être Mormaer d'Atholl. Il ne s'agit peut-être que d'une coïncidence mais en 1027 les Chroniques d'Irlande notent l'incendie de  Dunkeld, bien qu'aucun détail sur les circonstances n'en soit évoqué. Máel Coluim choisit donc comme héritier le premier tánaise ríg connu avec certitude en Écosse, son petit-fils Donnchad mac Crínáin (i.e : Duncan Ier).
Il est possible qu'une troisième fille anonyme de Máel Coluim ait épousé Findláech mac Ruaidrí et que Mac Bethad soit également son petit-fils mais cette hypothèse demeure assez peu probable.

## Mort et postérité

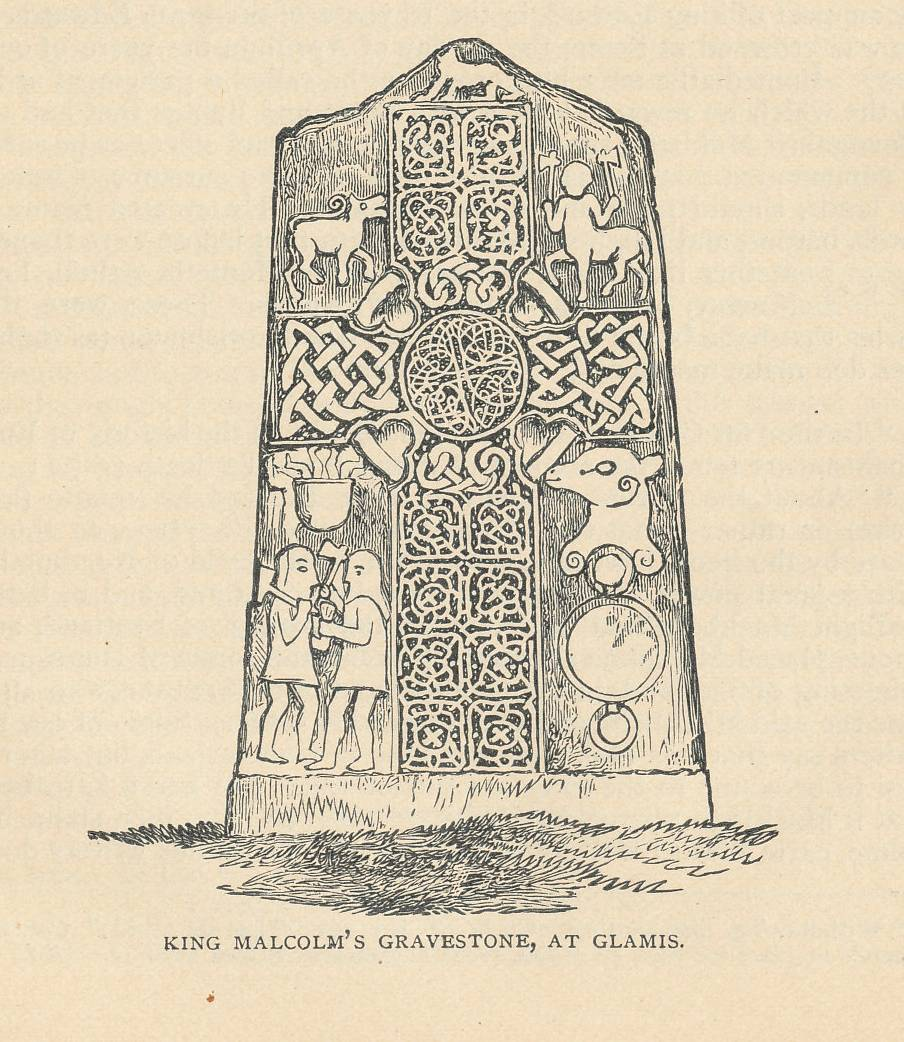
Gravure du XIXe siècle représentant la « Pierre tombale du roi Malcolm » (Glamis no. 2) à Glamis.

Máel Coluim meurt en 1034, Marianus Scotus qui le dénomme « Rex Scotiæ » donne la date précise du 25 novembre. La liste royale en latin dite « Nonima regnum » indique qu'il meurt à Glamis et est inhumé à Iona. Plusieurs documents le décrivent comme un roi « très glorieux » ou « très victorieux ». Les Annales de Tigernach relèvent que « Máel Coluim mac Cináeda, roi des Scots, l'honneur de tout l'ouest de l'Europe meurt ». La Prophétie de Berchán, qui est peut-être la source d'inspiration de Jean de Fordun et d'Andrew Wyntoun, indique que Máel Coluim est tué en combattant des bandits. Les deux auteurs ajoutent qu'il meurt par violence en combattant « les parricides », peut-être les fils de Máel Brigte de Moray.
Le souvenir le plus notable de la mort Máel Coluim est le récit de Marianus Scotus, qui compense le silence des Chroniques d'Irlande, lorsqu'il nous informe  que Donnchad devient roi et règne pendant cinq ans et neuf mois. Étant donné qu'à l'époque de sa mort, en 1040, il est décrit comme étant d'un  « immatura aetate » par les Annales de Tigernach, il doit avoir été un jeune homme en 1034. L'absence de toute opposition suggère que Máel Coluim avait, afin de sécuriser les droits au trône de Duncan, éliminé tous les rivaux potentiels de celui-ci avant de mourir. En 1032, Gillacomgain mac Maelbrigte, le Mormaer de Moray, et l'année suivante, « Le petit-fils de Boide mac Cinaed ». Seul Macbeth réussit à échapper au même sort.
Une tradition de l'époque de Jean de Fordun, si ce n'est antérieure, présente une pierre picte connue maintenant sous le nom de  « Glamis 2 » comme « la pierre tombale du roi Malcolm' ». Cette pierre de classe II est apparemment la réutilisation d'une pierre levée de l'âge du bronze. Sa datation est incertaine, le VIIIe siècle a été proposé pour son érection et même si une date antérieure semble possible, un lien avec les récits sur Máel Coluim a toutefois été établi sur la base de l'iconographie des sculptures.
En ce qui concerne le point du pèlerinage putatif attribué par Máel Coluim, on peut relever qu'à son époque, les pèlerinages à Rome ou autres voyages lointains étaient loin d'être inhabituels. Ceux réalisés par Thorfinn Sigurdsson, Knut II de Danemark et Mac Bethad sont mentionnés. Rognvald Kali Kolsson est célèbre pour avoir mené une Croisade en Méditerranée au XIIe siècle. Un quasi-contemporain du roi Dyfnwal de Strathclyde meurt lors d'un pèlerinage à Rome en 975 comme Máel Ruanaid uá Máele Doraid, roi du Cenél Conaill, en 1026.
Peu de choses sont connues de l'activité de Máel Coluim en dehors de ses expéditions guerrières et des meurtres qu'il a commandités. Le « Book of Deer » note cependant que Máel Coluim « a effectué une donation à Biffie et dans le pett de Meic Gobraig », en faveur du monastère du vieux Deer. Il est également probable qu'il soit à l'origine de la  fondation de l'évêché de Mortlach (i.e Aberdeen).
Jean de Fordun rapporte enfin un récit relatif aux supposées « Lois de Malcolm MacKenneth », précisant que Máel Coluim les avait imposées à toute l'Écosse, à l'exception de la Colline de Moot près de Scone, ce qui est peu probable et sans aucun fondement réel.